# Buksa Éva Mária
Buksa Éva Mária (Marosvásárhely, 1942. április 27. –)  erdélyi magyar- és franciatanár, ifjúsági író, közíró, közművelődési szervező.

## Szakmai tevékenysége
A szerző célja a hazafiságra nevelés. Buksa Éva-Mária bátran el meri mondani, hogy egy erdélyi tudatot szeretne kialakítani, amelyben fontos, hogy legyenek hőseink, támaszpontjaink, legyenek kisemberek is, akik együttesen ezt a tudatot elfogadhatóvá, ismerőssé teszik. Másfelől a beszédkultúrát szeretné csiszolni, beszélni tanítani a diákokat, amit manapság elhanyagolnak az iskolában. 
(Spielmann Mihály, Népújság, 2011. február 20.)
1974-ben végzett a Babeș–Bolyai Tudományegyetemen. 2001-es nyugdíjazásáig különböző iskolákban tanított: 1964–1967 Teremiújfaluban, 1968–1969 Marosszentgyörgyön, 1969–1975 Marosvásárhelyen, 1975–1976 Sáromberkén, 1977–1990 Maroskeresztúron, 1990–2001 ismét Marosvásárhelyen.
1988-tól I. fokozatú tanárként dolgozott. Történelmi, illetve művelődéstörténeti személyiségekről írt színjátékokat, amelyeket nemcsak Erdélyben mutatták be, hanem Magyarországon és Szlovákiában is. Rendszeresen tartott előadásokat kulturális és iskolai összejöveteleken neves magyar személyiségekről, írókról, költőkről.
Sokoldalú oktató-nevelő valamint kulturális tevékenységet fejtett ki 39 éves tanári pályafutása alatt. Magyartanárként tanítványait nemzeti történelmünk, kulturális értékeink, hagyományaink, valamint a népi kultúra ismeretére oktatta, és erkölcsi nevelőszándékkal nemzettudatra, önértékelésre nevelte.
Említésre méltó szakmai sikereket ért el tanítványaival a magyar megyei valamint országos tantárgyversenyen. Az évek folyamán volt megyei I., II. és III. helyezettje, akik országos szakaszon képviselték megyénket.
Diákjainak évente megszervezte „A legjobb mesemondó” vagy „A legjobb szavaló-művész” vetélkedőket, és minden évben részt vett tanítványaival a Tanfelügyelőség által szervezett szavaló-versenyeken, ahol mindig díjakban részesültek (I. vagy II. díjban).
Az iskolai irodalmi körökön sokféle, érdekes oktató-nevelő célzatú tevékenységeket szervezett a komplex esztétikai nevelés módszerét követve és a tanulói kreativitásnak teret adva. Az írói- és költői évfordulókra – többször Petőfi, Arany János, többször Ady, József Attila, Tamási Áron, Benedek Elek, Tompa László, Móricz Zsigmond, Szilágyi Domokos, Szőcs Kálmán – színvonalas irodalmi műsorral emlékeztek.
Kiemelten figyelt arra, hogy tanítványait szülőföldszeretetre nevelje, őszinte ragaszkodás és csodálat érzését szerette volna erősíteni.  E cél érdekében városunk műemlékeit, neves épületeit megismerő városnéző sétákon és múzeum-látogatáson vettek részt. Számos országos irodalmi-, kultúrtörténeti, illetve történelmi kirándulást és körutat szerveztek Erdély és az ország különböző vidékeire. Gyakran hangoztatta: „Itt ma magyar pedagógusnak lenni erkölcsi-szellemi tartást és kötelességet jelent, hogy az emlékezet erőt adó forrás, önértékelést és nemzeti öntudatot erősítő tényező legyen.”

### A közművelődés szolgálatában
B. É. M. az 1990-es rendszerváltás után elhatározta, hogy az oly rég óta dédelgetett vágyát megpróbálja megvalósítani, hiszen – véleménye szerint – az átkos korban minden nemzeti törekvést csírájában elfojtottak, és most megváltozott a politikai széljárás, eltűnt a sok „tilalomfa” a magyarság kultúrájának, történelmi múltjának megismertetése útjából.
Felismerte, hogy a valóságos, igaz történelmi tényeket, nemzeti sorsunkat és kultúránkat befolyásoló és irányító „történelmi és szellemi Nagyjaink” példa-értékű életpályáját, értékrendjét, önfeláldozó magatartását meg kell ismertetni az ifjú nemzedékkel és azzal a generációval, amely, sajnálatos módon, a régi rendszerben – 70 éven át – meg volt fosztva ettől az elemi jogától. Nemeskürthy István szavai biztatásul szolgáltak számára: „A múltat, történelmünket nem lehet tőlünk elvenni, de csak akkor a miénk, ha ismerjük azt.”
Elhatározta, hogy értékmentő tevékenységbe kezd: oktató-nevelő jellegű tandrámákat fog írni, hogy minden generációnak segítsen nemzeti önazonossága erősítésében, magyar történelmi- kulturális ismeretei és műveltsége fejlesztésében. Történelmi és kultúrtörténeti színjátékai megírásával és más irodalomtörténeti ismeretterjesztő írásaival, cselekvő magatartásával a közjót szerette volna szolgálni.
Széchenyi István szavai visszhangzottak lelkében: „Cselekedni kell, ha élni akarunk.” Hozzá kezdett tandrámái megírásához. Számos kordokumentumot felkutatott, könyvtárak csendjében hónapokon át jegyzetelt, hogy „színpadi reflektor fénybe” állítsa „nemzeti nagyjaink” példás törekvéseit, életútját.

### A sajtóban és online megjelent írásai
- Kós Károly és az Erdélyi Helikon – Millenniumi megemlékezés antológia, Juventus Kiadó, Marosvásárhely, 2000.
- Bocskai István fejedelem imája – Bekecsalja folyóirat, Nyárádszereda, 2000. 2.
- 250 éve született Kazinczy Ferenc – Kazinczy Ferenc Társaság 2009-es Hírlevele
- Író-olvasó találkozó a Súrlott grádics irodalmi körben – Népújság, 2010. ápr.
- Önéletírás – Erdélyi magyarok a világban, http://www.erdelyimagyarok.com/profiles/blogs/lelkemben-oeroemfenyek-gyulnak
- Az igazság mártírja (Kazinczy Ferencről) c. tandráma részletei – Az eltérített felvonó – a Súrlott grádics irodalmi kör antológiája, Kriterion, Kolozsvár, 2011.
- Új idők fuvallatában (Bölöni Farkas Sándorról) c. tandráma részletei – Erdélyi Toll irodalmi és művelődési folyóirat 2012/1.
- Több esszéje jelent meg Erdélyi Gondolat és Szellemi Műhely c. antológiában, Székelyudvarhely, 2012.
- A remények zátonyán (Bodor Péterről) – részletek – Erdélyi Toll, Székelyudvarhely, 2013/3.
- A lángelme kálváriája (Bodor Péterről) – Erdőszentgyörgyi Figyelő, 2013/3.
- Az egyetemes magyar irodalom és művelődés szolgálatában – esszék – antológia, Székelyudvarhely, 2016.
- 60. évfordulót ünnepel a Bolyai Farkas Líceum – Népújság, Marosvásárhely, 2016. nov. 18.
- Lelki kényszer az igazság feltárására – Erdélyi Napló, 2017. márc. 9.
- Kulturális mozaikok Marosvásárhely művelődéstörténetéből – Bajai honpolgár, Baja, 2017. júl.-aug. https://epa.oszk.hu/03900/03952/00138/pdf/EPA03952_bajai_honpolgar_2017_06.pdf
- Bodor Péter feltámadása (Beszéd az emléktáblák avatásán) – Erdőszentgyörgyi Figyelő, 2018. máj.-jún.
- Kulturális múltunkat jelenbe oltó szándék – Erdőszentgyörgyi Figyelő, 2018. nov.
- Bodor Péter 170 éve távozott az öröklétbe – Népújság Múzsa melléklete, 2019. aug. 15.
- Lux homini – Kazinczy Ferenc Marosvásárhelyen – Népújság Múzsa melléklete, 2019 szept. 28., okt. 5.
- Kazinczy és Marosvásárhely – Széphalom – a Kazinczy Ferenc Társaság évkönyve, Sátoraljaújhely, 29. kötet – 2019.
- Bölöni Farkas Sándor életműve – Népújság Színes Világ melléklete, 2020. jan. 31., febr. 7., és febr. 14.
- A demokrácia hírnöke (1.): 225 éve született Bölöni Farkas Sándor.  Művelődés,  LXXIII. évf.  3. sz. (2020. március)  ISSN 1221-8693
- A demokrácia hírnöke (2.): 225 éve született Bölöni Farkas Sándor.  Művelődés,  LXXIII. évf.  4. sz. (2020. április)  ISSN 1221-8693
- Petelei István prózaíró – városunk szülötte – Népújság Múzsa melléklete, 2020. ápr. 25.
- „A kultúrmagyarság lelkiismeretének hiszem magam” – Ady Endre születésére – Népújság Színes Világ melléklete, 2020. nov. 20., nov. 27., dec. 4. dec. 14.
- Recenzió: A megtartó emlékezet és alkotó képzelet kohéziója (Kirsch Attila szerkesztette Gyémántcsiszolók c. könyvről) – Népújság, 2021. január 8.
- A 260 éve elhunyt Mikes Kelemen időszerűsége – Művelődés, Kolozsvár, 2021. 2. és 3.
- A népének történelmi, néprajzi emlékművet állító ORBÁN BALÁZS – Népújság, Színes Világ, 2021. ápr. 9.,16., 23. és 30.

### Könyvei
- Történelmi színjátékok, históriák. Hét történelmi dráma, Erdélyi Gondolat Kiadó,  Székelyudvarhely, 2000
- Üzen a múlt – Dramatizált életképek Erdélyből, diákszínjátszók részére, Appendix Kiadó, Marosvásárhely, 2005
- Jelenvaló múlt, Juventus Kiadó, Marosvásárhely, 2016

### Műveiről, kulturális tevékenységéről tudósítások, interjúk, kritikák, tanulmányok
- Udvardy Frigyes: A romániai magyar kisebbség történeti kronológiája 1990–2017:  Buksa
- Oláh Tibor – Népújság, 1994. máj. 19.
- Járai Fekete Kati – Népújság, 1994. dec. 16
- Komoróczy Zsolt – Hargita Népe, 1997. ápr. 23.
- Farcádi Attila – Népújság, 1998. ápr. 7.
- Klára József – Tabu Magazin, 1998. máj. 28.
- Szatmári László – Hargita Népe, 1999. febr. 22.
- P. Buzogány Árpád –Udvarhelyi Híradó, 1999. febr. 25.
- Járai Fekete Kati – Népújság, 1999. dec. 2.
- Simonné Nagy Ilona – Brassói Lapok, 2000. máj. 5.
- Bodolai Gyöngyi – Népújság, 2001. jan. 22.
- P. Buzogány Árpád – Udvarhelyi Híradó, 2001. febr. 27.
- Lokodi Imre – Népújság, 2001. márc. 12.
- Antal Erika – Krónika, 2001. márc. 13.
- Bodolai Gyöngyi – Népújság, 2001. dec. 18.
- Weszely Tibor – A Bolyaiak és a szépirodalom, Vince Kiadó, 2002., Budapest
- Ambrus Lajos – Hazanéző, Korond, 2003. 2. szám
- Tatár Zsuzsanna – Erdővidék, Barót, 2004. márc. 26.
- Nagy Botond – Népújság, 2004. nov. 30.
- Tatár Zsuzsanna – Erdővidék, Barót, 2005. ápr. 22.
- Antal Erika – Krónika. 2005. ápr. 27.
- Nagy Botond – Népújság, 2005. máj. 3.
- Bodolai Gyöngyi – Népújság, 2005. dec. 20.
- Tuzson Erzsébet – Várad, 2006. 3. szám
- Radványi Hajnal – Népújság, 2009. jún. 30.
- Vass Gyopár – Népújság, 2011. dec. 17.
- Menyhárt Borbála – Népújság, 2013. febr. 12.
- Vajda György – Népújság, 2014. jún. 17.
- Radványi Hajnal – Népújság, 2015. máj. 5.
- Antal Erika – Vásárhelyi Hírlap, 2015. aug. 25.
- Antal Erika – Krónika, 2015. aug. 26.
- Menyhárt Borbála – Népújság, 2016. febr. 12.
- Antal Erika – Vásárhelyi Hírlap, 2017. jan. 6-8.
- Bodolai Gyöngyi – Népújság, 2017. febr. 19.
- Nagy Székely Ildikó – Népújság, 2017. aug. 28.
- Szucher Ervin – Erdélyi Napló, 2018. márc. 9.
- Gligor Róbert-László – Népújság, 2018. ápr. 24.
- Gligor Róbert-László – Népújság, október, 12 és 22.
- Marosvásárhelyi Református Kollégium-Bolyai Farkas Líceum V., VI. és VII. Világtalálkozójának Műsorfüzete (2007., 2012., 2017.)

### Közművelődési és szakmai szervezetek tagja
- 1999-től az EMKE marosvásárhelyi szervezetének tagja
- 2005-től Széphalom-Sátoraljaújhelyi Kazinczy Ferenc Társaság tagja
- 2006-tól az EMTT (Erdélyi Magyar Műszaki Tudományos Társaság) – Bolyai fiókszervezetének tagja

## Díjak
- EMKE-díj, 1999
- a Magyar Írószövetség kiemelt díja, 1997
- Érdemoklevél arany fokozata, 2002
- a Magyar Arany Érdemkereszt polgári tagozata, 2021